# Digamasellus
Digamasellus – rodzaj roztoczy z kohorty żukowców i rodziny Digamasellidae.

## Morfologia
Pajęczaki o ciele podzielonym na gnatosomę i idiosomę. Gnatosoma ma pięcioczłonowe nogogłaszczki z członem ostatnim zaopatrzonym w dwuwierzchołkowy pazurek. Szczękoczułki są niezmodyfikowane. Idiosoma od wierzchu nakryta jest dwoma wyraźnie oddzielonymi tarczkami: podonotalną (prodorsum) nad podosomą i opistonotalną (postdorsum) nad opistosomą. Różni to Digamasellus od Panteniphis, u którego tarczki te są zlane. Na spodzie opistosomy tarczki brzuszna i analna zlane są w tarczkę wentro-analną. Pierwsza para szczecinek wentralnych rzędu zewnętrznego leży w obrębie tej tarczki. Odbyt jest powiększony i zajmuje więcej niż piątą część długości tarczki wentro-analnej. Umieszczenie wspomnianej pary szczecinek wentralnych i cechy odbytu odróżniają ten rodzaj od Dendrolaelaspis, Orientolaelaps, Pontiolaelaps, Insectolaelaps i Multidendrolaelaps.

## Taksonomia
Takson ten wprowadzony został w 1905 roku przez Antonia Berlesego w randze podrodzaju w obrębie rodzaju Gamasellus. Gatunkiem typowym został wyznaczony opisany w tym samym roku przez Berlesego Gamasellus (Digamasellus) perpusillus, którego później zsynonimizowano z opisanym przez Berelesego rok wcześniej Digamasellus punctum. Do rangi osobnego rodzaju Digamasellus wyniesiony został w 1949 roku przez Leitnera.
Do rodzaju tego w sposób pewny należą trzy opisane gatunki:
- Digamasellus australis Lindquist, 1975
- Digamasellus punctum (Berlese, 1904)
- Digamasellus variabilis Wisniewski & Hirschmann, 1989

Umieszczane są w nim również Digamasellus arcuatus i Digamasellus gradatus, jednak ich faktyczna pozycja w obrębie rodziny jest niepewna.